# Jesper Westermark
Jesper Jonasson Westermark (ur. 26 lipca 1993) – szwedzki piłkarz występujący na pozycji środkowego napastnika.